# Johan Henrik Thomander

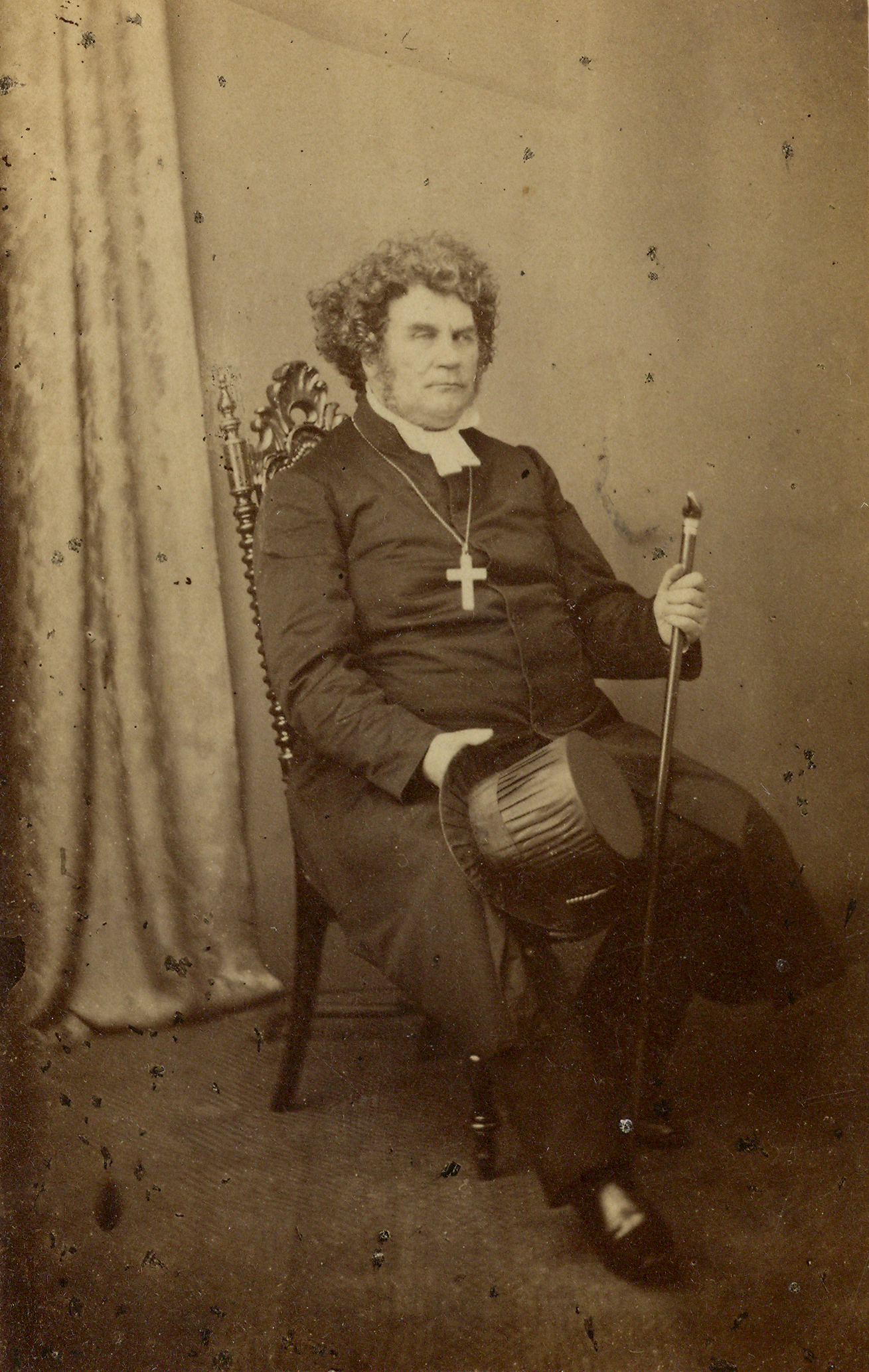
Johan Henrik Thomander

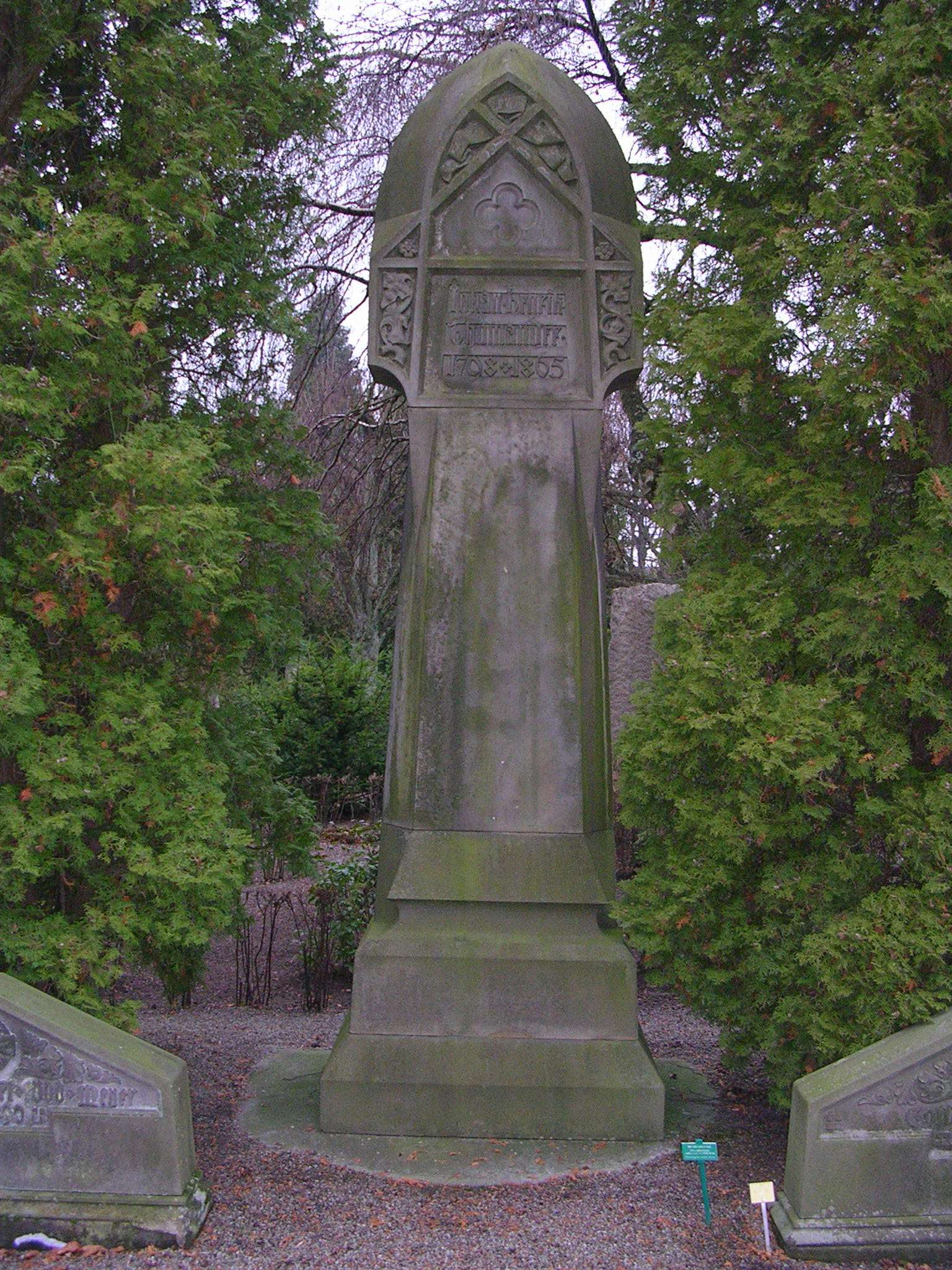
Graf van Johan Henrik Thomanders

Johan Henrik Thomander (16 juni 1798, Fjälkinge prästgård - 9 juli 1865, Lund) was een Zweeds hoogleraar, bisschop, vertaler en schrijver. Thomander was de zoon van Albrecht Johan Pisarski en Maria Sophia Thomaeus (1776-1851).
In 1812 begon hij zijn studies aan de universiteit, om deze plotseling af te breken in 1814, en een betrekking als leraar aan te nemen in Karlshamn. Na een tijd begin hij te werken bij een koopman, en terzelfder tijd studeerde hij in zijn vrije tijd. Hij legde zijn priesterexamens af en werd tot priester gewijd in 1821. Van dan af was hij predikant in het kasteel van Karlshamn, maar in 1826 werd hij aangesteld als docent aan het theologisch seminarie van Lund, in 1831 werd hij adjunct en in 1833 werd hij hoogleraar in de pastorale theologie.
In 1836 behaalde hij zijn doctoraat in de theologie aan de universiteit van Kopenhagen.
Thomander werd hoogleraar in de dogmatiek en moraaltheologie in 1845, en vijf jaar later domproost in Göteborg. Vanaf 1855 (het jaar van de dood van Per Daniel Amadeus Atterbom) was Thomander lid van de Zweedse Academie op zetel 18. Het jaar hierop werd hij bisschop in het sticht van Lund.
Thomanders dochters erfden na hun vaders dood een huis op Sandgatan (de Zandstraat) in Lund voor de universiteit aldaar, om als studentenhuis gebruikt te worden.  Het studentenhuis bestaat vandaag nog steeds en heet Johan Henrik Thomanders Studentenhuis.